# Madame Rosa
Madame Rosa (originaltitel: La Vie devant soi) är en fransk dramafilm från 1977 i regi av Moshé Mizrahi. Filmen är baserad på romanen Med livet framför sig (La vie devant soi, 1975), som skrevs av Romain Gary under pseudonymen Émile Ajar. Vid Oscarsgalan 1978 tilldelades filmen en Oscar för bästa utländska film.

## Medverkande i urval
- Simone Signoret – Madame Rosa
- Samy Ben Youb – Momo
- Claude Dauphin – Dr. Katz
- Michal Bat-Adam – Nadine
- Geneviève Fontanel – Maryse
- Gabriel Jabbour – Monsieur Hamil
- Mohammed Zineth – Kadir
- Bernard Lajarrige – Monsieur Charmette

## Priser
- Oscar för bästa utländska film